# Tadzjikistan i olympiska vinterspelen 2002
Tadzjikistan deltog i olympiska vinterspelen 2002. Detta var Tadzjikistans första olympiska vinterspel. Tadzjikistans trupp bestod av endast en idrottare, Andrei Drygin, 24 år, som deltog i alpin skidåkning.

## Resultat

### Alpin skidåkning
- Super-G herrar
  - Andrei Drygin - ?
- Storslalom
  - Andrei Drygin - ?